# Endovein
Endovein ist eine italienische Thrash-Metal-Band aus Turin, die im Jahr 2004 gegründet wurde.

## Geschichte
Die Band wurde im Dezember 2004 von Bassist Marco „Swolley“ gegründet. Kurze Zeit später kamen die Gitarristen Paolo Cetani und Giordie, Schlagzeuger Fabio und Sänger Stefano „Divano“ gegründet. Nach einigen Monaten veröffentlichte die Band ihr erstes Demo Lesson 1: How to Put Jack in the Amp. Dadurch konnte die Band ihre ersten lokalen Auftritte erreichen. Im Jahr 2007 folgte das zweite Demo Problem of Humanity. Danach verließen Marco, Giordie und Schlagzeuger Dabio die Band. Als neue Mitglieder kamen Bassist Mirko Negrino, Gitarrist Vincenzo Colla und Schlagzeuger Stefano Cavallotto zur Besetzung. Es folgten weitere Auftritte, darunter auch ein Konzert zusammen mit Onslaught. Vor den Aufnahmen zur EP Lynched by Fate musste Schlagzeuger Cavallotto die Band verlassen und wurde durch Daniele Ilardi ersetzt. Der Veröffentlichung folgte eine Tour durch Italien. Am Neujahrstag 2010 spielte die Band außerdem zusammen mit Tom Angelripper. Danach erschien über Punishment 18 Records das Debütalbum Waiting for Disaster. Nach der Veröffentlichung verließ Gitarrist Colla die Band und wurde nach ein paar Monaten durch Marco Losano ersetzt. Nach ein paar weiteren Auftritten verließen auch Schlagzeuger Ilardi und Sänger Stefano die Band und wurden nach ein paar Monaten durch Schlagzeuger Stefano „Steve“ Bianco und Sänger Alex Panza ersetzt. Es folgte eine Tour zur Veröffentlichung der neuen Single No Walls, No Doors. Für das Jahr 2013 ist die Veröffentlichung des zweiten Albums S.I.N. (Supreme Insatiable Need) geplant.

## Stil
Auf ihrer Myspace-Seite gibt die Band Thrash-Metal-Gruppen wie Forbidden, Testament, Megadeth und Anthrax als ihre Haupteinflüsse an. Die Lieder bewegen sich meist im Midtempo-Bereich, wobei die Gitarrenriffs schnell gespielt werden.

## Diskografie
- 2005: Lesson 1: How to Put Jack in the Amp (Demo, Eigenveröffentlichung)
- 2007: Problem of Humanity (Demo, Eigenveröffentlichung)
- 2009: Lynched by Fate (EP, Eigenveröffentlichung)
- 2010: Waiting for Disaster (Album, Punishment 18 Records)
- 2012: No Walls, No Doors (Single, Eigenveröffentlichung)
- 2013: Supreme Insatiable Need (Album, MyGraveyard Production)